# Euphorbia portulacoides
Euphorbia portulacoides är en törelväxtart som beskrevs av Carl von Linné. Euphorbia portulacoides ingår i släktet törlar, och familjen törelväxter.

## Underarter
Arten delas in i följande underarter:
- E. p. collina
- E. p. major
- E. p. portulacoides

## Bildgalleri

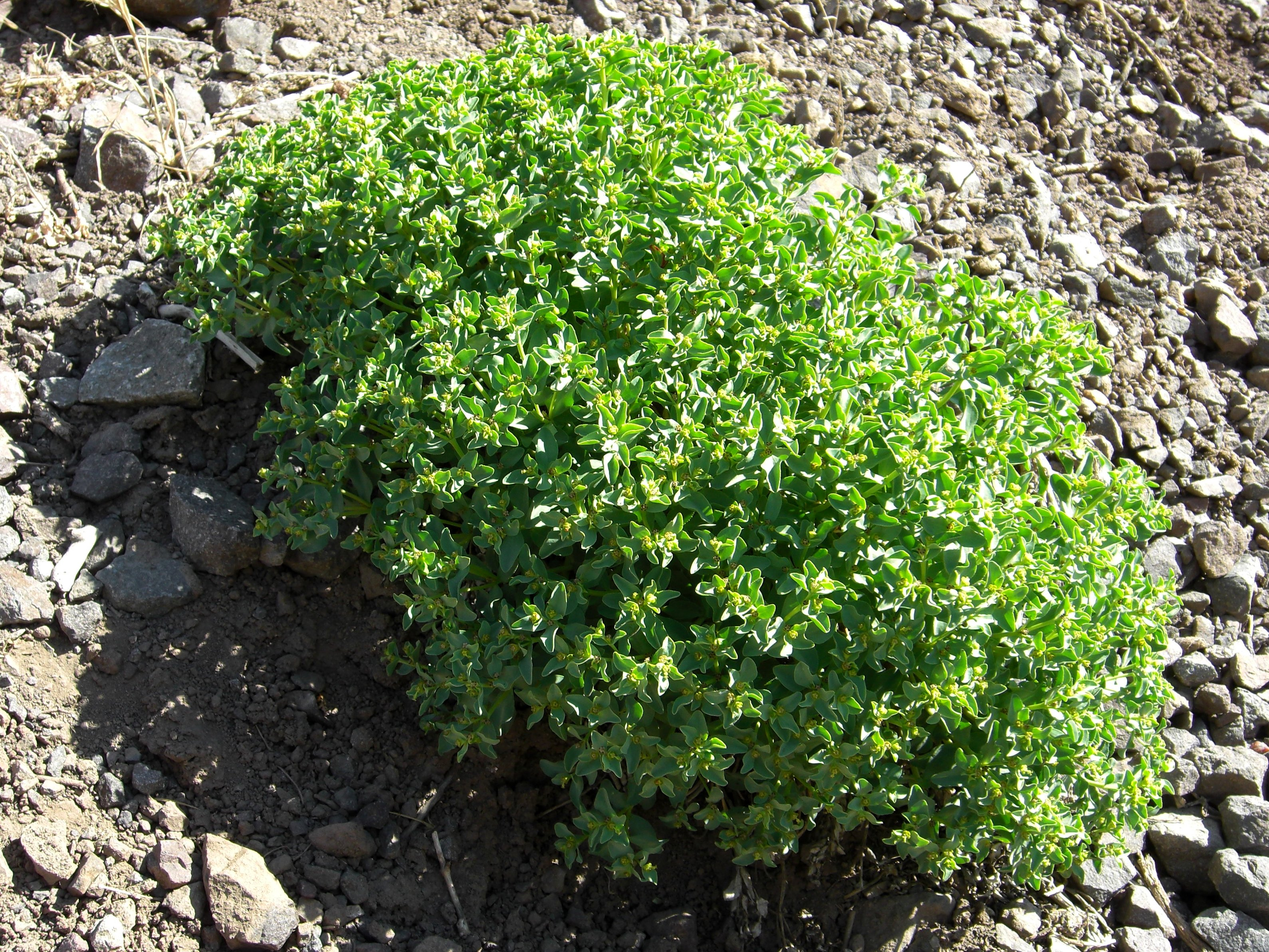